# Jonathan David
Jonathan David är en singel av Belle and Sebastian släppt år 2001 på Jeepster Records. Titellåten fick sitt namn från den bibliska duon Jonathan och David.
Omslaget visar bandmedlemmarna Mick Cooke och Bobby Kildea tillsammans med Gill Dodds. Alla tre låtarna på singeln finns med på samlingsalbumet Push Barman to Open Old Wounds.

## Låtlista

### CD
1. "Jonathan David" – 3:00
2. "Take Your Carriage Clock and Shove It" – 3:36
3. "The Loneliness of a Middle Distance Runner" – 4:32